# Mattia Ilić
Mattia Ilić (Oudorp, 12 juni 1988) is een Nederlands-Kroatisch kunstschilder, illustrator en grafisch ontwerper. Geboren te Alkmaar op 12 juni 1988. in 2009 was zijn werk voor het eerst te zien in de openbare ruimte tijdens een expositie in een plaatselijk pop-podium in Alkmaar, Podium Victorie.

## Stijl
Een van zijn bekendste werken, The Human Condition, is een omvangrijk vertoog over de strijd tussen het ego, de ziel en de samenleving. Zijn stijl typeert zich door in elkaar overvloeiende patronen en vormen die vaak samen weer een op zichzelf staande vorm aannemen. Door deze manier van werken valt er op verschillende manieren naar het werk te kijken. Beeltenissen van dieren zijn ook een vaak terugkerend thema in zijn werk.

## Activiteiten

### The Human Condition

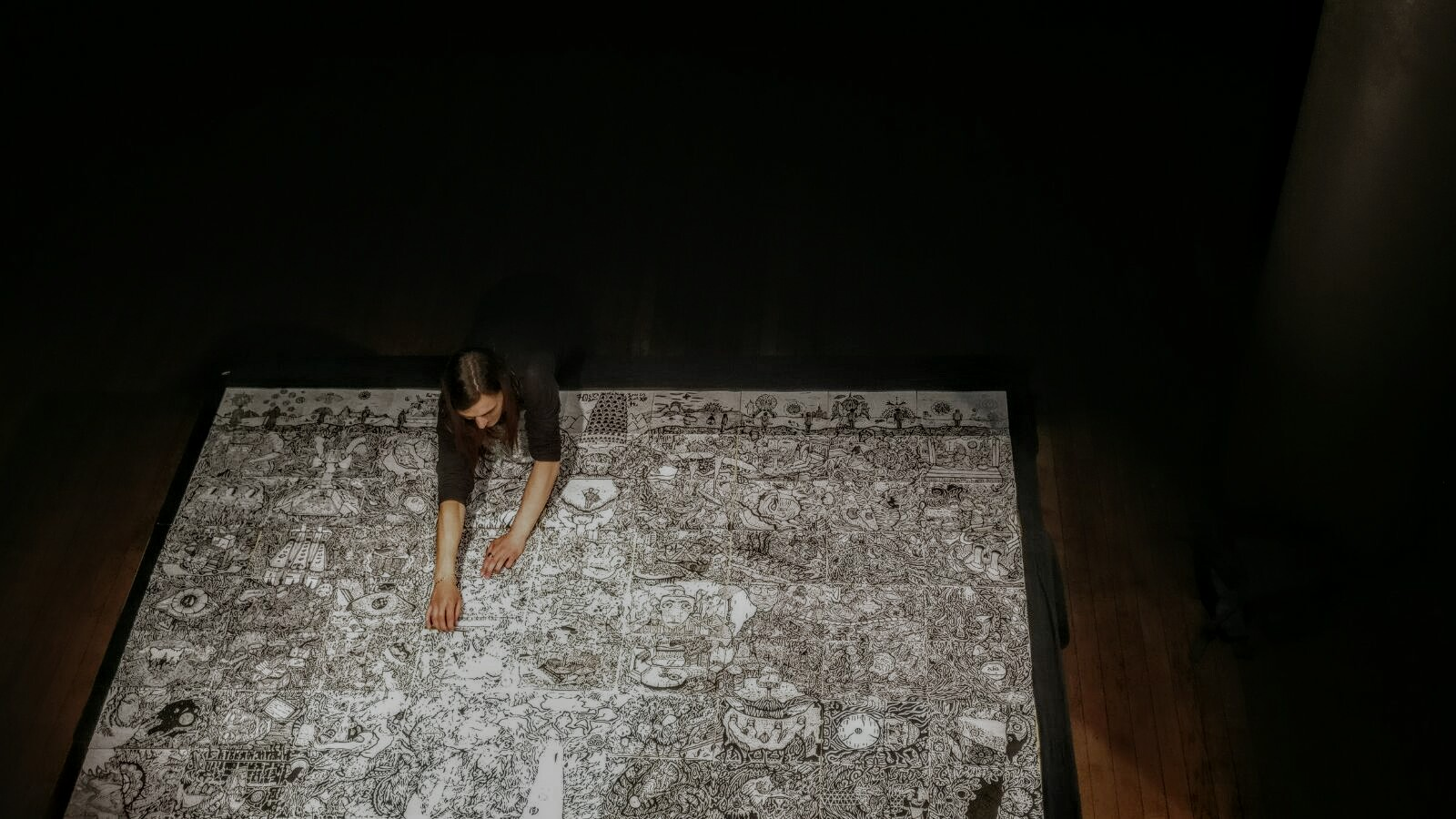
The Human Condition @ People's Place

The Human Condition is een uit 81 losse A4 vellen bestaande gedetailleerde pentekening die op 18 mei 2017 gepresenteerd werd aan het publiek in People's Place aan de Stadhouderskade te Amsterdam. Het werk afmaken kostte Ilić 18 maanden en daarmee reflecteert het tegelijkertijd de blik van de maker op de wereld en de ontwikkeling die hij doormaakte gedurende die periode.
Zo zijn er verschillen in stijl te zien in het werk zelf en zijn de onderwerpen uiteenlopend. De eerste 21 pagina's waren eerder al eens te zien tijdens de campagne-presentatie voor Museumnacht in 2015 bij CBK Amsterdam.

### The Demise of the Phoenix
The Demise of the Phoenix is een eerdere pentekening en kan gezien worden als de voorloper van The Human Condition. Het werk was voltooid in februari 2015 waarna het op social media verscheen in een digitale versie.
Het werk was voor het eerst in het echt te zien tijdens Museumnacht Amsterdam in november 2016, in Huize Frankendael. Het bestaat uit 59 A4 vellen en het werk is gehuld in symboliek. Het idee van een dode feniks verwijst naar het slinken van het geloof in een wedergeboorte of een tweede kans.

### Cultuur? Barbaar!
Cultuur? Barbaar! was een Leids festival dat jaarlijks gehouden werd en in het teken stond van de kunsten in alle disciplines.Het programma van het festival was veelzijdig en verspreid over de gehele stad. 
In 2014 exposeerde Ilić een werk speciaal gemaakt voor het festival en ook in 2015 was hij deel van de programmering.

### Nachtbrakers
Begin 2014 trad Ilić toe tot de redactie van Nachtbrakers, het online magazine van moederorganisatie N8, origineel als illustrator maar uiteindelijk ontwikkelde hij zich ook in het schrijven van artikelen. Ilić bleef bij het platform werkzaam tot de zomer van 2017 waarna het, na een onsuccesvolle crowdfunding campagne op Voordekunst, ophield met bestaan.

### Museumnacht Amsterdam
Tijdens de Amsterdam Museumnacht van 2014 en 2015 had Ilić een bijdrage in het programmaboekje van het evenement. In 2014 een pagina vullende tekening voor promotie van het traditionele herhaalbezoek van Museumnacht en in 2015 verzorgde hij de vormgeving onderaan de agenda van de Museumnacht.
Bij de 2016 en 2017 edities van Museumnacht was er werk van zijn hand te zien bij respectievelijk Huize Frankendael en Stadsarchief Amsterdam.
De grootschalige pentekening 'The Demise of the Phoenix' (2015) werd in Frankendael voor het eerst publiekelijk getoond als ook twee andere pentekeningen.
Bij het stadsarchief kon men vanaf Museumnacht 2017 nog drie maanden kijken naar een kleine groepstentoonstelling van ex-Nachtbrakers in de schatkamer van het archief. Ilić maakte speciaal voor zijn aandeel in deze tentoonstelling drie stadsgezichten van Amsterdam. De tentoonstelling had een directe link met de grote tentoonstelling in het archief op dat moment 'Kijk Amsterdam'.

### PaardenParade

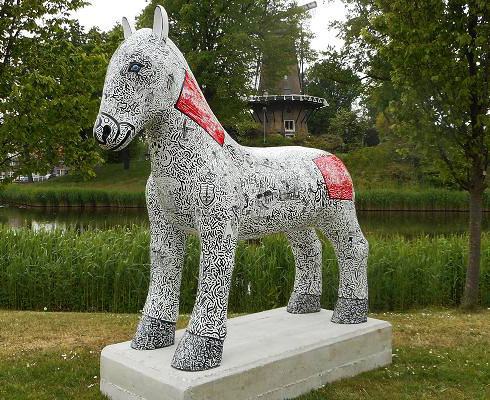
Klein geheugen van Alkmaar/ Adam op locatie aan de Kennemersingel.

In december 2014 werd bekend dat Ilić mee zou gaan werken met een project van stichting PaardenParade, het verwezenlijken van een route door regio Alkmaar met sculpturen van paarden bewerkt door verschillende kunstenaars. Bij het project waren onder anderen bekende kunstenaars als David Bade, Rob Scholte en Hellen van Meene betrokken.
Het paard van Ilić stond vanaf 19 december 2015 tot februari 2016, samen met het paard van van Meene, tentoongesteld in Stedelijk Museum Alkmaar ter promotie van het project. Momenteel staat het beeld semi-permanent in het centrum van Alkmaar aan het einde van de Kennemersingel.
Ook waren er verschillende publicaties in o.a het Noord-Hollands Dagblad alsook een reportage van Kunstnet. Het werk getiteld Klein geheugen van Alkmaar / Adam is, zoals de titel suggereert, een samenvatting van het heden en verleden van Alkmaar met verwijzingen naar geschiedenis,
hedendaagse straatbeelden en bezienswaardigheden als ook kleine details die door de hele stad te vinden zijn. Adam is vernoemd naar de eerste burgemeester van Alkmaar.
De paarden die vanaf 2024 acht jaar in en rondom Alkmaar hebben gestaan zijn inmiddels weggehaald. Enkel het werk van David Bade is blijven staan, de gemeente was van mening dat dit werk nog in goede staat was. De rest van de werken inclusief Adam is niet langer te zien.

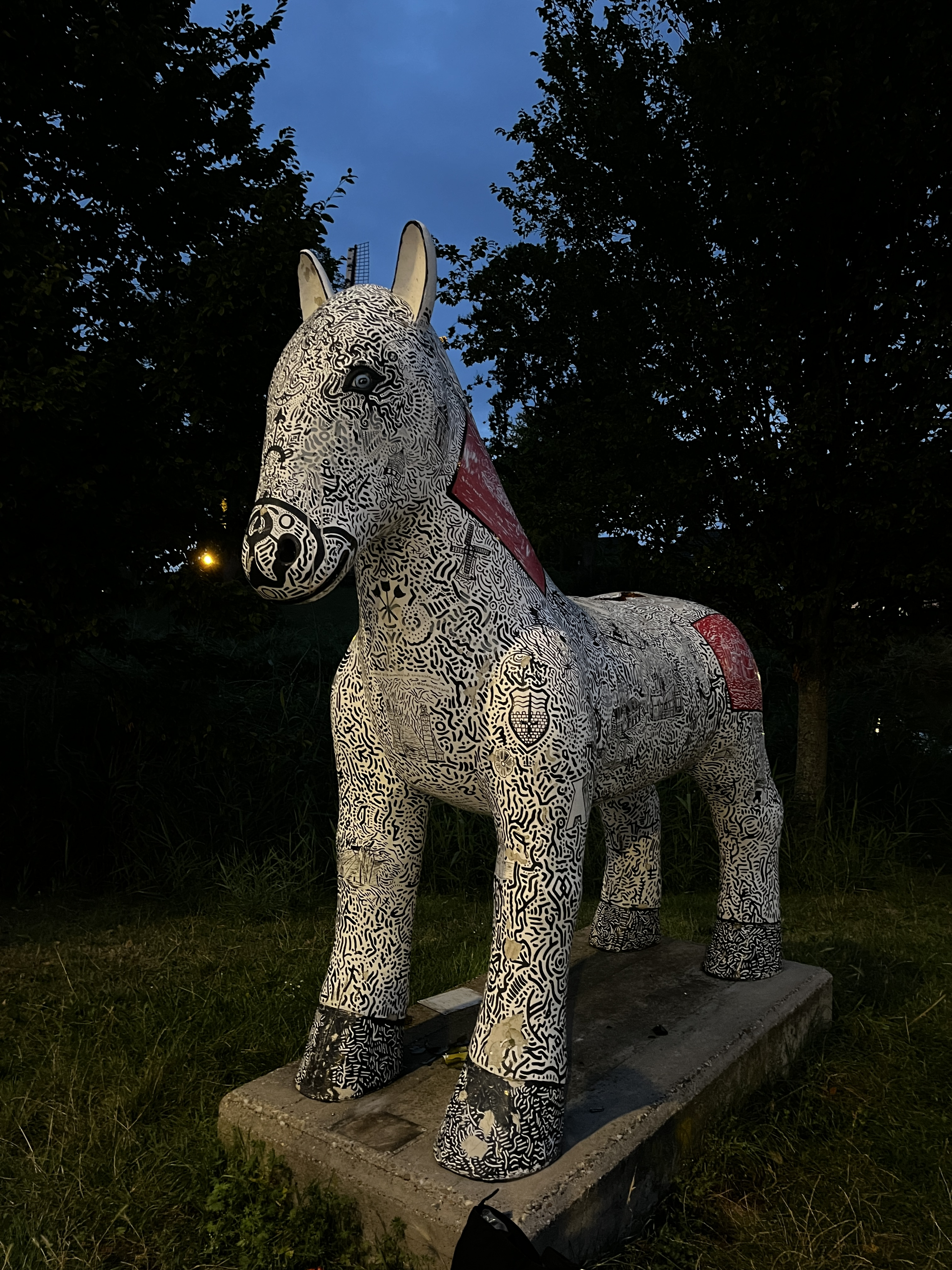
Adam in 2024